# Evangelische Kirche (Sinn)

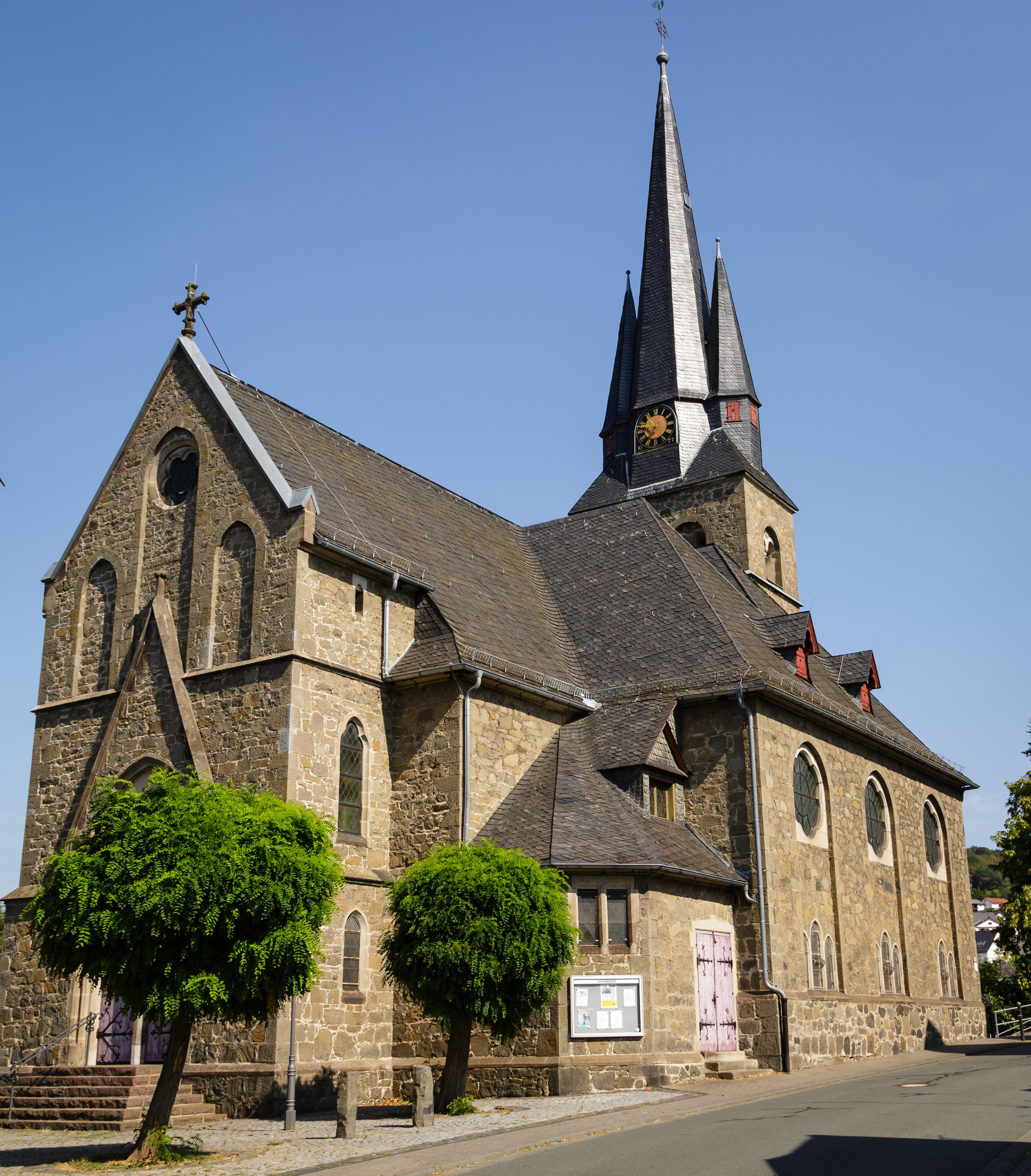
Evangelische Kirche in Sinn

Die Evangelische Kirche Sinn ist ein denkmalgeschütztes Kirchengebäude in Sinn, einer Gemeinde im Lahn-Dill-Kreis in Hessen. Die Kirchengemeinde gehört zum Dekanat an der Dill in der Propstei Nord-Nassau der Evangelischen Kirche in Hessen und Nassau.

## Beschreibung
Die neugotische zweischiffige Hallenkirche wurde aus Bruchsteinen 1900/01 nach Plänen von Ludwig Hofmann direkt neben der zu klein gewordenen, 1631 errichteten Fachwerkkirche erbaut. Der querrechteckige Kirchturm im Osten, an den der dreiseitige Schluss des Chors hinausragt, ist mit einem achtseitigen, spitzen Helm bedeckt, der nach Osten und Westen von je einem Wichhäuschen flankiert wird. Hinter seinen als Biforien gestalteten Klangarkaden befindet sich der Glockenstuhl. Das Mittelschiff ist mit einem Satteldach bedeckt, in das die zwei quergestellten Walmdächer des auf der Ostseite gelegenen Seitenschiffs einschneiden. An der Westseite des Mittelschiffs befinden sich Maßwerkfenster. 
Das Innere ist bis auf die nachträglich eingezogene Flachdecke auf querliegenden Unterzügen im Langhaus erhalten. Das Gewölbe im Chor blieb ebenfalls erhalten. Die Orgel mit zehn Registern auf zwei Manualen und Pedal wurde 1889 von Gustav Raßmann gebaut.